# Frigga
Frigga is een geslacht van spinnen uit de familie springspinnen (Salticidae).

## Soorten
De volgende soorten zijn bij het geslacht ingedeeld:
- Frigga coronigera (C.L. Koch, 1846)
- Frigga crocuta (Taczanowski, 1878)
- Frigga finitima Galiano, 1979
- Frigga flava (F.O.P.-Cambridge, 1901)
- Frigga kessleri (Taczanowski, 1872)
- Frigga opulenta Galiano, 1979
- Frigga pratensis (Peckham & Peckham, 1885)
- Frigga quintensis (Tullgren, 1905)
- Frigga rufa (Caporiacco, 1947)
- Frigga simoni (Berland, 1913)